# Kim (koreai név)
A Kim a leggyakoribb koreai vezetéknév, 2000-ben a koreaiak mintegy 21,6%-a viselte ezt a nevet, 9,9 millióan, 2015-ben pedig 10,6 millióan. A Kim családnéven belül a legnépesebb klán a kimhei Kimek mintegy négymillió fővel, a második pedig a kjongdzsui Kim klán 1,7 millió fővel. A név jelentése „arany”, a jelenlegi kiejtése a középkínai ejtést tükrözi, az „arany” egyéb szavakban, illetve helységnevekben kum (금).

## Története
A Kim vezetéknéven több mint 200 klán osztozik, a legnépesebb ezek közül a Kimhe székhelyű Kim klán (김해김씨, Kimhe Kim ssi), körülbelül négymillió fővel. A kimhei Kimek a 2. századbeli Kumgvan Kaja uralkodójáig, Szuro királyig vezetik vissza a vérvonalukat, aki az alapító legenda szerint azért lett Kim (김, 金, „arany”), mert a király arany tojásból született. A történelem folyamán a Kaja államszövetség és Silla több uralkodója került ki a Kim-klánok valamelyikéből.

## Klánok

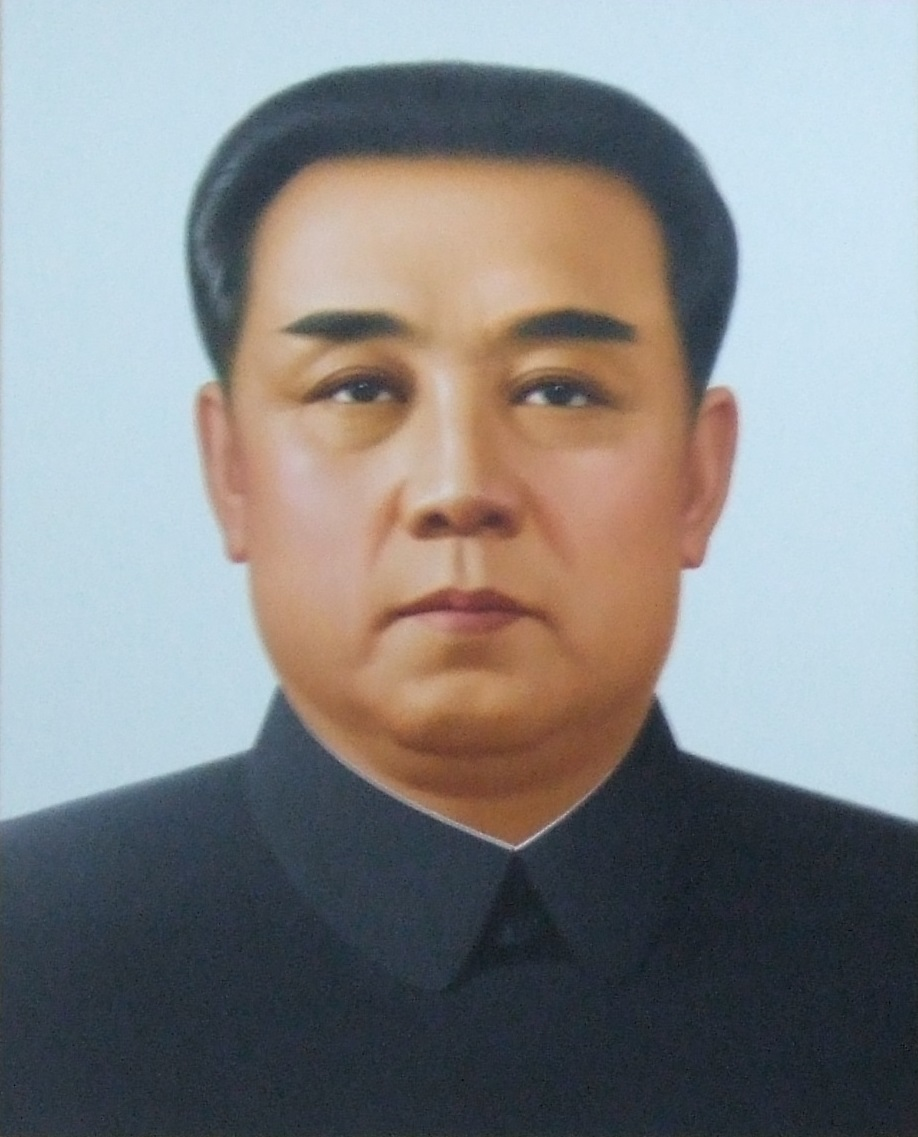
Kim Ir Szen, Észak-Korea örökös elnöke a csondzsui (전주) Kim-klán tagja

A Kim néven osztozó népesebb klánok listája:
- Kimhe Kim ssi (김해김씨)
- Kjongdzsu Kim ssi (경주김씨)
- Kvangszan Kim ssi (광산김씨)
- Kimnjong Kim ssi (김녕김씨)
- Andong Kim ssi (안동김씨)
- Iszong Kim ssi (의성김씨)
- Kangnung Kim ssi (강릉김씨)
- Szonszan Kim ssi (선산김씨)
- Ilszon Kim ssi (일선김씨)
- Cshongphung Kim ssi (청풍김씨)
- Csondzsu Kim ssi (전주김씨)